# Moravski Bujmir
Moravski Bujmir (em cirílico: Моравски Бујмир) é uma vila da Sérvia localizada no município de Aleksinac, pertencente ao distrito de Nišava, na região de Ponišavlje. A sua população era de 156 habitantes segundo o censo de 2011.

## Demografia
| 1948 | 1953 | 1961 | 1971 | 1981 | 1991 | 2002 | 2011 |
| ---- | ---- | ---- | ---- | ---- | ---- | ---- | ---- |
| 322  | 344  | 347  | 321  | 279  | 251  | 207  | 156  |